# Menza (jídelna)
Menza (z latinského mensa = stůl) je jídelna pro posluchače a obvykle i pro zaměstnance vysokých škol, prakticky vždy samoobslužná. Tento výraz je obvyklý v ČR, SR, Německu, Nizozemsku a Itálii; v angličtině mu obvykle odpovídá College cafeteria, High school dining hall apod. Někdy se mezinárodně používá latinský výraz mensa academica.

## Fotogalerie

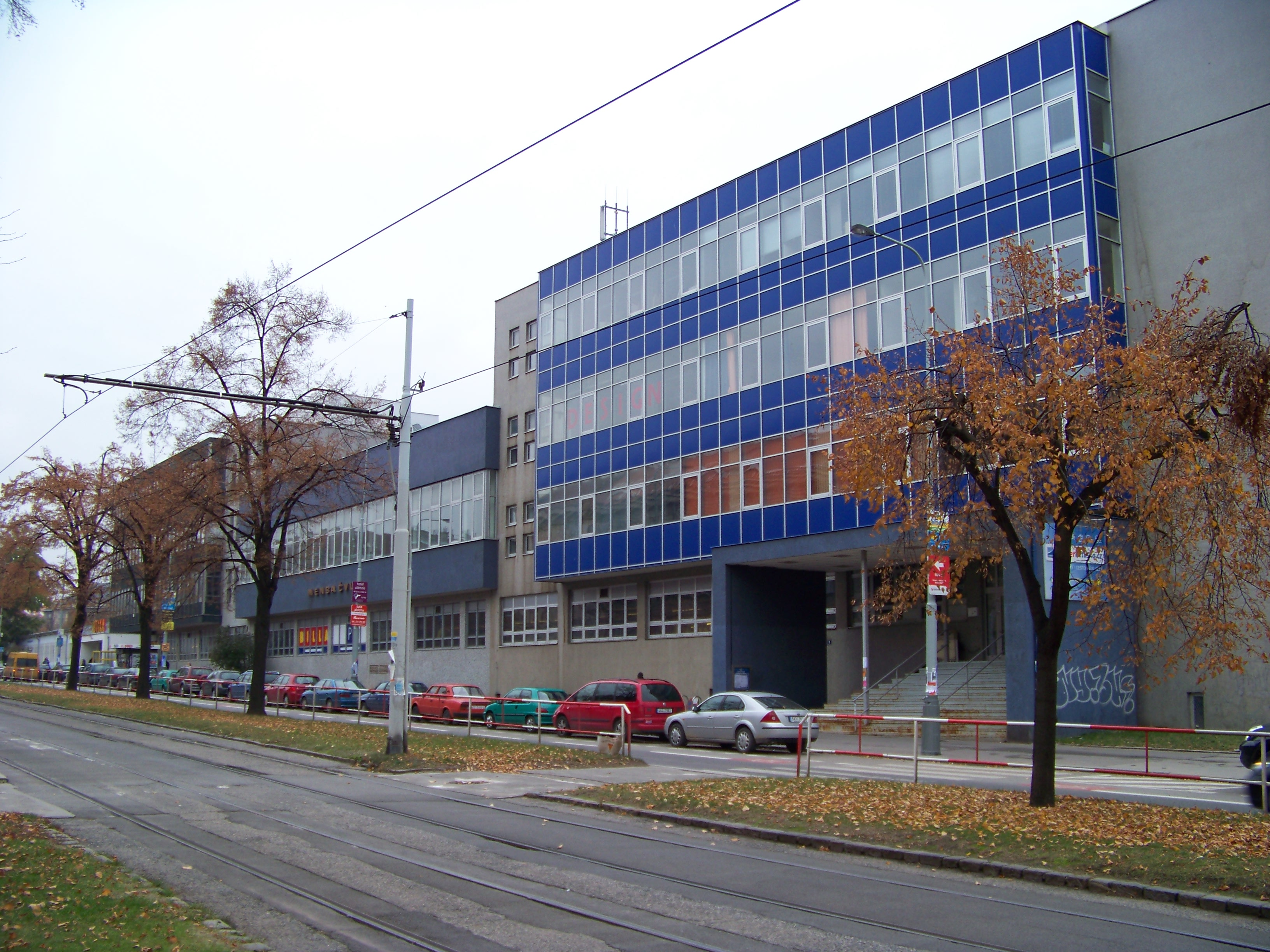
Český institut informatiky, robotiky a kybernetiky, dříve jedna z nejznámějších jídelen v Praze – tzv. Technická menza (ČVUT)
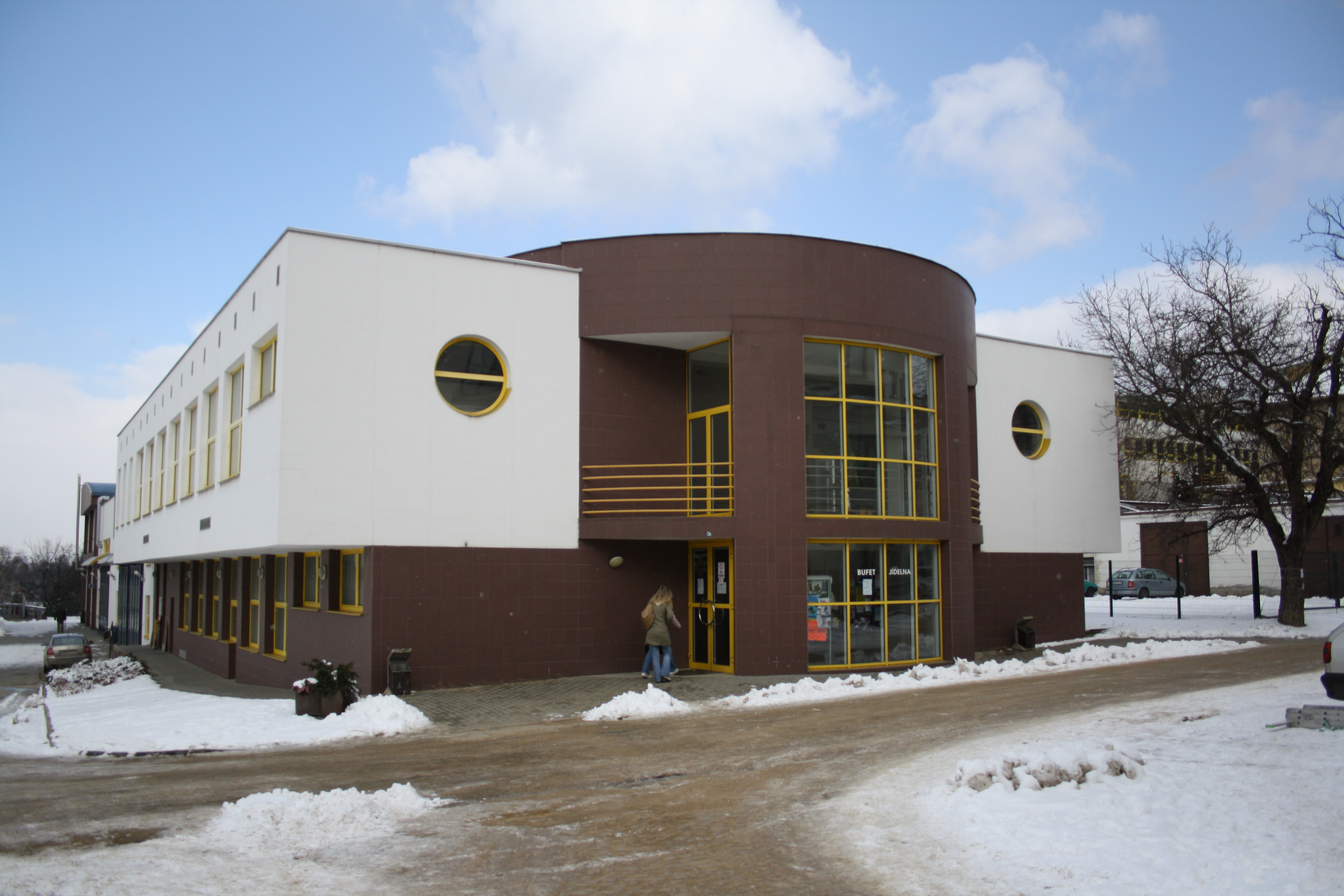
Budova menzy Mendelovy univerzity v Brně
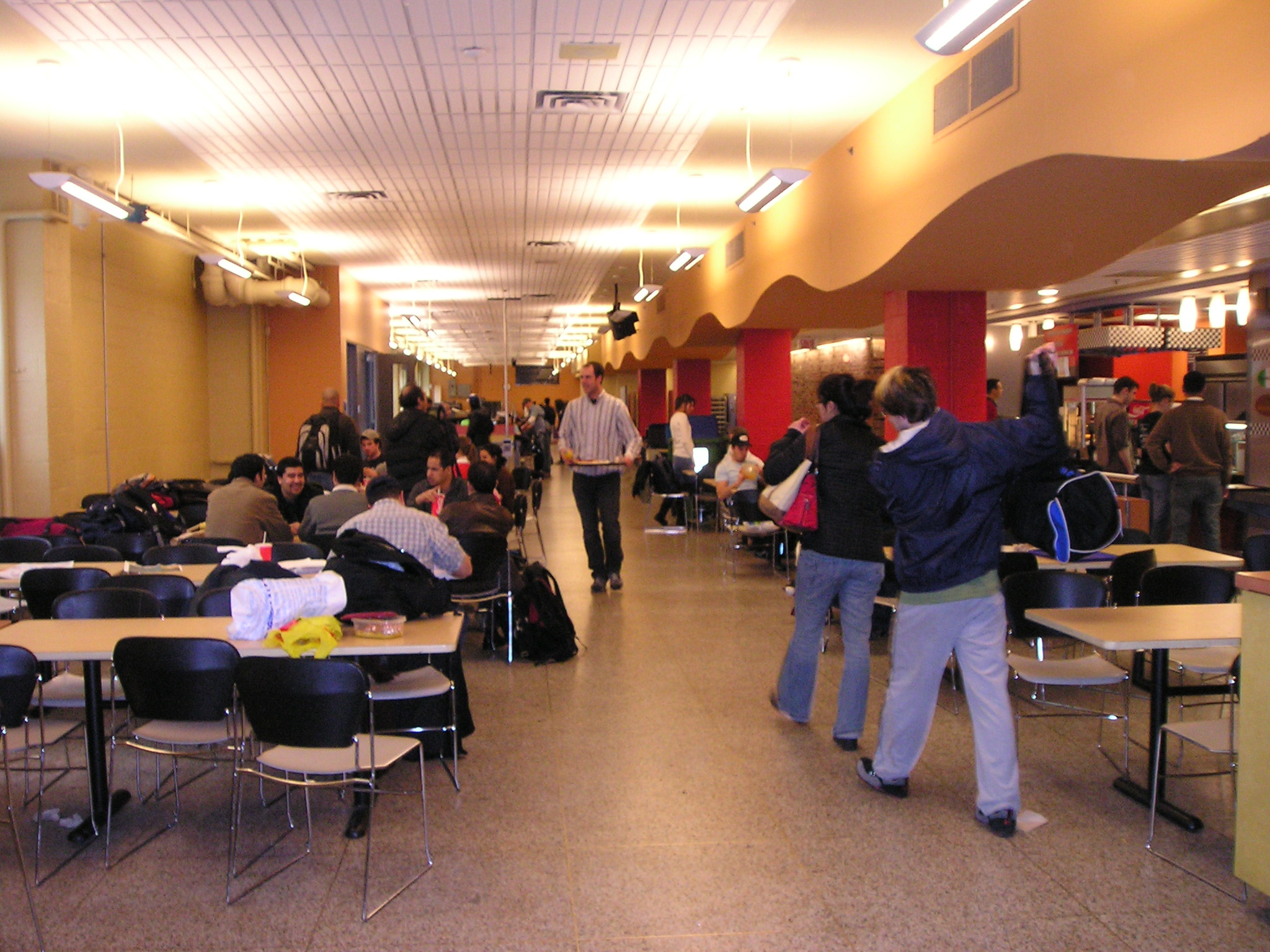
Typický interiér studentské jídelny (Montrealská polytechnika)
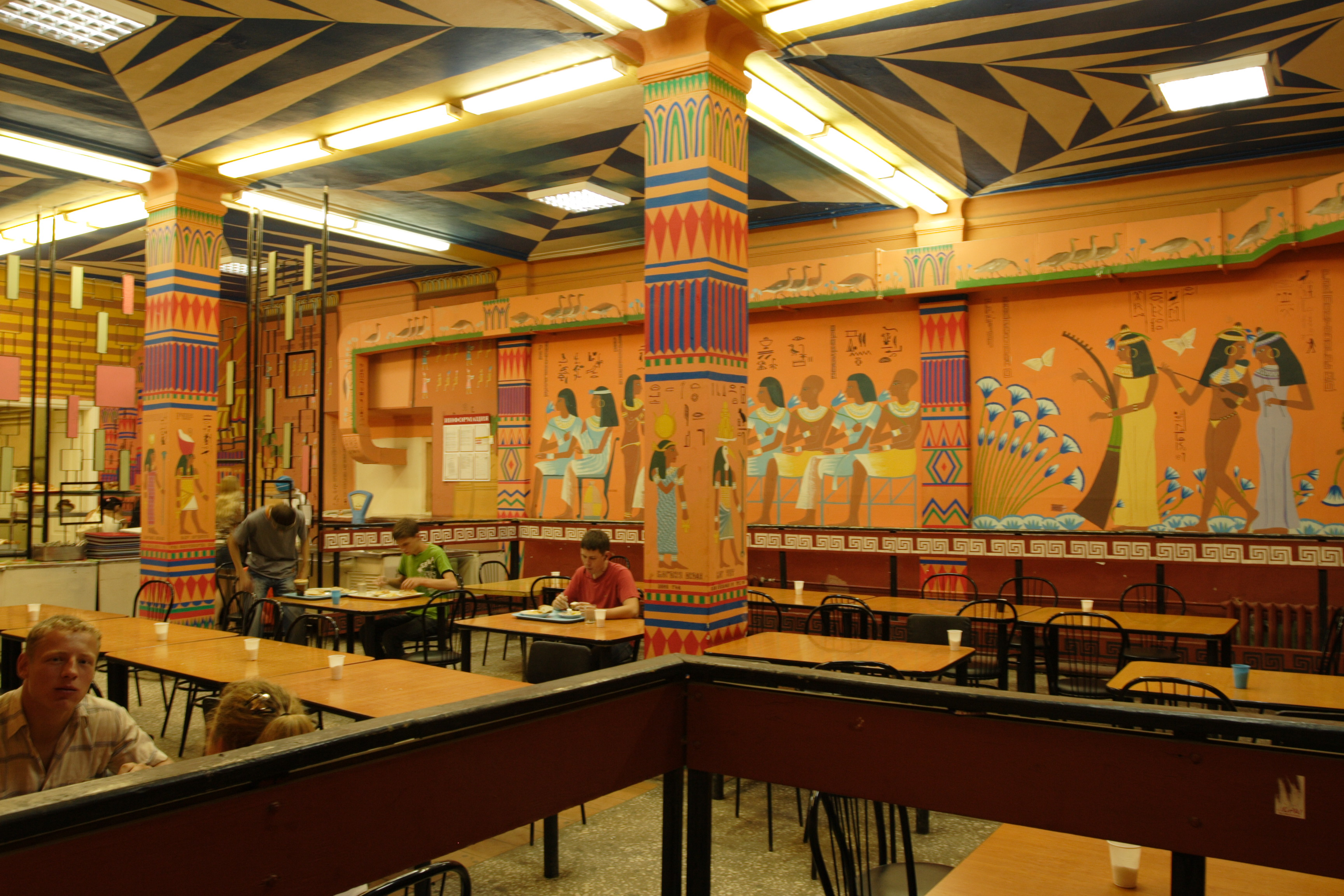
„Africký“ interiér univerzitní jídelny v Jekatěrinburgu